# Новый Елбак
Новый Елбак — исчезнувшая деревня в Болотнинском районе Новосибирской области. На момент упразднения входила в состав Боровского сельсовета. Исключена из учётных данных в 1977 году.

## География
Располагалась на левом берегу реки Елбак в близи впадения ее в реку Икса, в 5,5 км к северо-западу от деревни Витебск.

## История
Посёлок Нижний Елбак был основан в 1905 г. В 1926 году состоял из 113 хозяйств. В административном отношении являлся центром Нижне-Елбакского сельсовета Болотнинского района Томского округа Сибирского края.
До 1966 года входила в состав Зудовского сельсовета; до 1970 года в Дивенском сельсовете. Решением Новосибирского облисполкома от 01.12.1977 г. № 799 деревня исключена из учётных данных.

## Население
По переписи 1926 г. в посёлке проживало 514 человек (240 мужчины и 274 женщины), основное население — русские.